# Route du Sud 2008
La Route du Sud 2008, trentaduesima edizione della corsa, si svolse dal 19 al 22 giugno su un percorso di 611 km ripartiti in 4 tappe, con partenza da Lusignan-Petit e arrivo a Castres. Fu vinta dall'irlandese Daniel Martin della Slipstream-Chipotle davanti al francese Christophe Moreau e all'italiano Luca Pierfelici.

## Tappe
| Tappa  | Data      | Percorso                                             | km    | Vincitore di tappa | Leader cl. generale |
| ------ | --------- | ---------------------------------------------------- | ----- | ------------------ | ------------------- |
| 1ª     | 19 giugno | Lusignan-Petit > Boulogne-sur-Gesse                  | 206   | Simon Gerrans      | Simon Gerrans       |
| 2ª     | 20 giugno | Pierrefitte-Nestalas > Cauterets (cron. individuale) | 16,9  | Noan Lelarge       | Noan Lelarge        |
| 3ª     | 21 giugno | Pierrefitte-Nestalas > Luchon-Superbagnères          | 180,6 | Przemysław Niemiec | Daniel Martin       |
| 4ª     | 22 giugno | Saint-Gaudens > Castres                              | 207,1 | Jussi Veikkanen    | Daniel Martin       |
| Totale | Totale    | Totale                                               | 611   |                    |                     |

## Dettagli delle tappe

### 1ª tappa
- 19 giugno: Lusignan-Petit > Boulogne-sur-Gesse – 206 km

| Pos. | Corridore        | Squadra         | Tempo    |
| ---- | ---------------- | --------------- | -------- |
| 1    | Simon Gerrans    | Crédit Agricole | 4h52'05" |
| 2    | Hubert Dupont    | AG2R            | a 1"     |
| 3    | Nicolas Hartmann | Cofidis         | a 12"    |

| Pos. | Corridore        | Squadra         | Tempo      |
| ---- | ---------------- | --------------- | ---------- |
| 1    | Simon Gerrans    | Crédit Agricole | 4h51'46"   |
| 2    | Hubert Dupont    | AG2R            | a 1u00'14" |
| 3    | Nicolas Hartmann | Cofidis         | a 25"      |

### 2ª tappa
- 20 giugno: Pierrefitte-Nestalas > Cauterets (cron. individuale) – 16,9 km

| Pos. | Corridore          | Squadra            | Tempo   |
| ---- | ------------------ | ------------------ | ------- |
| 1    | Noan Lelarge       | Bretagne Armor Lux | 36'05"  |
| 2    | Przemysław Niemiec | Miche              | a 26"   |
| 3    | Christophe Moreau  | Agritubel          | a 1'04" |

| Pos. | Corridore         | Squadra            | Tempo    |
| ---- | ----------------- | ------------------ | -------- |
| 1    | Noan Lelarge      | Bretagne Armor Lux | 5h29'51" |
| 2    | Daniel Martin     | Slipstream         | a 17"    |
| 3    | Christophe Moreau | Agritubel          | a 1'01"  |

### 3ª tappa
- 21 giugno: Pierrefitte-Nestalas > Luchon-Superbagnères – 180,6 km

| Pos. | Corridore          | Squadra | Tempo    |
| ---- | ------------------ | ------- | -------- |
| 1    | Przemysław Niemiec | Miche   | 5h58'00" |
| 2    | Kevin De Weert     | Cofidis | a 30"    |
| 3    | Julien Loubet      | AG2R    | a 1'31"  |

| Pos. | Corridore         | Squadra      | Tempo     |
| ---- | ----------------- | ------------ | --------- |
| 1    | Daniel Martin     | Slipstream   | 11h29'45" |
| 2    | Christophe Moreau | Agritubel    | a 1'42"   |
| 3    | Luca Pierfelici   | Acqua & Sap. | a 2'58"   |

### 4ª tappa
- 22 giugno: Saint-Gaudens > Castres – 207,1 km

| Pos. | Corridore              | Squadra         | Tempo    |
| ---- | ---------------------- | --------------- | -------- |
| 1    | Jussi Veikkanen        | FDJ             | 5h07'46" |
| 2    | Nicolas Jalabert       | Agritubel       | a 1"     |
| 3    | Ramon Troncoso Sobrino | Xacobeo Galicia | s.t.     |

| Pos. | Corridore         | Squadra      | Tempo     |
| ---- | ----------------- | ------------ | --------- |
| 1    | Daniel Martin     | Slipstream   | 16h44'21" |
| 2    | Christophe Moreau | Agritubel    | a 1'41"   |
| 3    | Luca Pierfelici   | Acqua & Sap. | a 2'58"   |

## Classifiche finali

### Classifica generale
| Pos. | Corridore              | Squadra                  | Tempo     |
| ---- | ---------------------- | ------------------------ | --------- |
| 1    | Daniel Martin          | Team Slipstream-Chipotle | 16h44'21" |
| 2    | Christophe Moreau      | Agritubel                | a 1'41"   |
| 3    | Luca Pierfelici        | Acqua & Sapone           | a 2'58"   |
| 4    | Simon Gerrans          | Crédit Agricole          | a 2'59"   |
| 5    | Jérémy Roy             | FDJ                      | a 7'37"   |
| 6    | Hubert Dupont          | Ag2r-La Mondiale         | a 7'46"   |
| 7    | Alexander Arekeev      | Acqua & Sapone           | a 8'41"   |
| 8    | Ramon Troncoso Sobrino | Xacobeo Galicia          | a 11'46"  |
| 9    | Pasquale Muto          | Miche-Silver Cross       | a 14'25"  |
| 10   | Nicolas Hartmann       | Cofidis                  | a 16'07"  |